# Patajoma
Patajoma är varandra näraliggande sjöar i Kiruna kommun i Lappland som ingår i Torneälvens huvudavrinningsområde. Patajoma ligger i Pessinki fjällurskog Natura 2000-område:
- Patajoma (Karesuando socken, Lappland), sjö i Kiruna kommun, 67°58′38″N 22°31′37″Ö / 67.9771°N 22.527°Ö
- Patajoma, Lappland, sjö i Kiruna kommun, 67°58′36″N 22°32′11″Ö / 67.9768°N 22.5365°Ö